# Soula (Thyou)
Pour les articles homonymes, voir Soula.
Soula est une commune rurale située dans le département de Thyou de la province de Boulkiemdé dans la région du Centre-Ouest au Burkina Faso.